# 萊夫基夫 (文尼察州)
48°26′7″N 29°3′46″E / 48.43528°N 29.06278°E
萊夫基夫（烏克蘭語：Левків），是烏克蘭中部的村落，隸屬文尼察州圖利欽區克雷若皮爾市鎮，位在圖利欽東南方約34公里，文尼察東南方約115公里，烏曼西南方約131公里，始建於1700年，面積1.89平方公里，海拔高度215米，2001年人口756，人口密度每平方公里399.16人。